# Perseu da Macedónia
Perseu (em grego Περσεύς; Pela, c. 212 a.C. — Alba Fucens, 165 a.C.) foi o último rei da dinastia antigônida. Foi o último de sua linhagem, que começou após a morte de Alexandre, o Grande e terminou com a Batalha de Pidna (168 a.C., quando a Macedónia tornou-se parte do Império Romano.
Em 179 a.C., Filipe V da Macedónia morreu. No ano anterior, executou seu filho Demétrio, a mando de Perseu, que o acusava de pretender usurpar o trono. No poder, Perseu renovou o tratado com Roma, mas suas próximas ações começavam a preocupar a República Romana.
Logo os dois lados entraram em conflito na Terceira Guerra Macedónica (171-168 a.C.). Perseu, por fim, se rendeu ao general romano Lúcio Emílio Paulo Macedónico após sua derrota definitiva na Batalha de Pidna e da prisão de seu meio-irmão Filipo em Roma. O reino da dinastia antigônida estava dissolvido e substituído por quatro repúblicas, até que a região se tornasse a Província Romana da Macedónia.